# Orlando Fresedo
Orlando Fresedo, pseudónimo de Orlando Aníbal Bolaños (San Salvador, 30 de agosto de 1932 – ídem, 18 de marzo de 1965), fue un poeta y periodista salvadoreño.
Integró la Generación Comprometida, y tuvo una vida bohemia que le llevó  al consumo de alcohol que al final fue el causante de su muerte en un cuartucho de la Avenida Independencia en San Salvador. Sus trabajos literarios merecieron el reconocimiento de literatos como Claudia Lars, Juan Felipe Toruño y Manuel Scorza.
Se dedicó ocasionalmente al periodismo en  El gráfico colegial (1952) y El independiente (1955). Sus versos alcanzaron popularidad en su época, por lo que se motivó a vender pequeñas ediciones de su obra. Según David Escobar Galindo, su trabajo se enmarca en un «ingenuo vanguardismo»; asimismo, se refiere al poeta con las siguientes palabras :

Es como un niño alegre que hace pompas de jabón con las imágenes. Y, sin embargo, su vida es el querer esconderse tras ese juego. Nunca supimos, realmente, cómo era el verdadero Fresedo.

## Obra
- La bomba de hidrógeno (poesía en colaboración con Waldo Chávez Velasco, Eugenio Martínez Orantes y José  Luis Urrutia, San Salvador, 1950)
- Bahía Sonora, poesía, San Salvador, 1953.
- Sonetos de la Gracia Suma, poesía, San Salvador, 1963.
- Emigrados del Alba, poesía, San Salvador, 1964.